# Confesiunea de la Augsburg

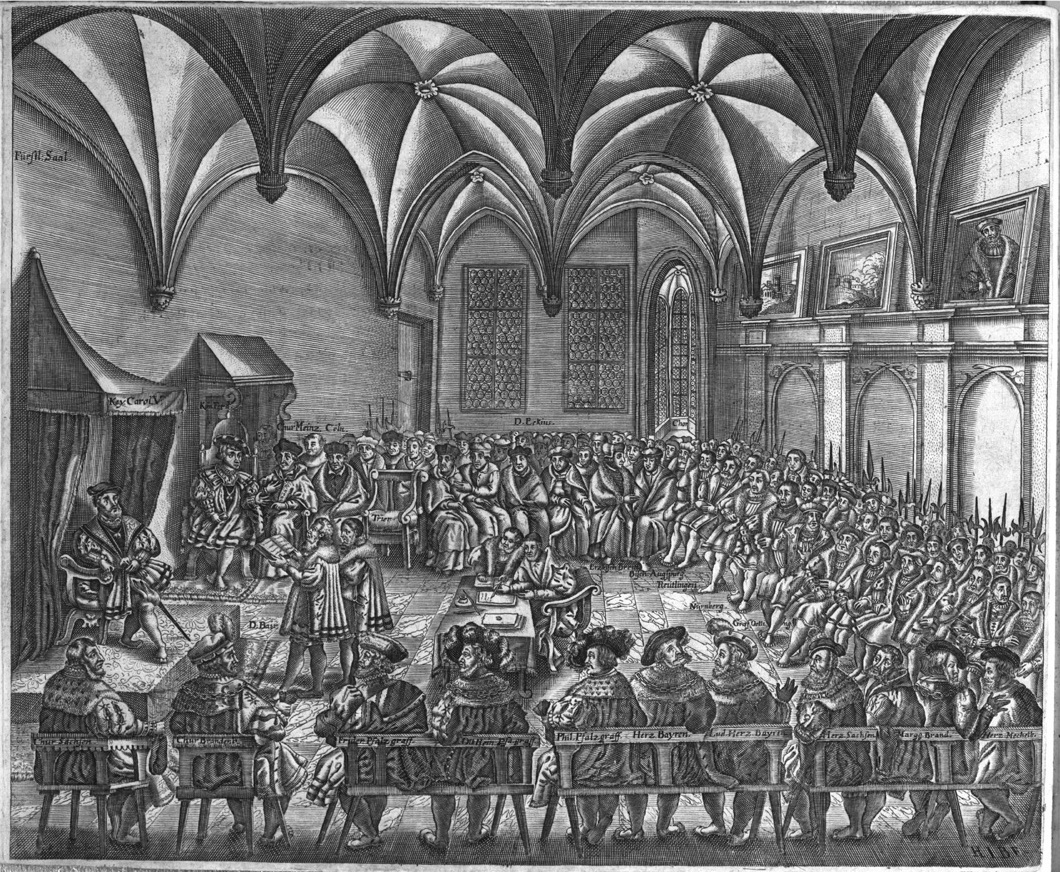
Dieta imperială de la Augsburg: cancelarul en dă citire mărturisirii de credință formulate de Melanchthon. Pe podiumul din fața lui Beyer șede împăratul Carol Quintul.

Confesiunea de la Augsburg (în latină Confessio Augustana, în germană Augsburger Bekenntnis, prescurtat AB) este mărturisirea de credință formulată de Philipp Melanchthon cu ocazia Dietei imperiale de la Augsburg, din anul 1530, în convocatorul căreia împăratul Carol Quintul ceruse protestanților să-și precizeze poziția.
Confesiunea de la Augsburg a fost adoptată de mai multe comunități religioase, care au devenit astfel luterane, între care s-a numărat și sinodul bisericii săsești din Transilvania (în prezent Biserica Evanghelică de Confesiune Augustană din România).
Cealaltă mare ramură a credinței protestante este Confesiunea Helvetică (Confessio Helvetica), care este mărturisirea de credință a calvinismului.
Până în anul 1973 adepții confesiunii de la Augsburg (luteranii) și cei ai confesiunii elvețiene (calviniștii) nu își recunoșteau reciproc unitatea ecleziastică. În anul 1973 reprezentanții celor două confesiuni au adoptat Concordia de Leuenberg⁠(de)[traduceți], prin care au pus capăt rupturii confesionale între cele două ramuri protestante.